# Diga di Inunaki
La diga di Inunaki (犬鳴ダム?, Inunaki damu) è una diga a Miyawaka, nella prefettura di Fukuoka, in Giappone.